# Miagrammopes lacteovittatus
Miagrammopes lacteovittatus là một loài nhện trong họ Uloboridae.
Loài này thuộc chi Miagrammopes. Miagrammopes lacteovittatus được Cândido Firmino de Mello-Leitão miêu tả năm 1947.